# Agents of Fortune
《Agents of Fortune》는 1976년 5월 21일, 컬럼비아 레코드가 발매한 미국의 하드 록 밴드 블루 오이스터 컬트의 네 번째 스튜디오 음반이다.
플래티넘 판매 음반은 미국 빌보드 200 차트에서 29위로 정점을 찍은 반면, 싱글 〈(Don't Fear) The Reaper〉는 빌보드 핫 100 싱글 차트에서 12위로 정점을 찍으며 블루 오이스터 컬트의 가장 큰 히트를 쳤다. 이 밴드는 음반 발매 후 〈(Don't Fear) The Reaper〉의 광범위한 방송으로 인해 더 큰 콘서트 매력의 대상이 되었으며, 오늘날까지 록 스테이션의 주요 명단이 되었다.
이 음반은 또한 밴드의 카탈로그에서 모든 오리지널 멤버가 적어도 한 곡의 노래에서 리드 보컬을 하도록 한 유일한 음반이며, 에릭 블룸의 작곡 기고를 포함하지 않은 유일한 음반이다. 하지만, 2020년 라이브 음반 《40th Anniversary: Agents of Fortune Live 2016》은 〈E.T.I. (Extra Terrestrial Intelligence)〉의 작사 크레딧에 블룸의 이름을 추가했다.

## 평가
| 전문가 평가                                | 전문가 평가 |
| 평가 점수                                  | 평가 점수   |
| 출처                                       | 점수        |
| ------------------------------------------ | ----------- |
| AllMusic                                   | [ 5 ]       |
| Christgau's Record Guide                   | B+          |
| The Collector's Guide to Heavy Metal       | 10/10       |
| The Encyclopedia of Popular Music          | [ 8 ]       |
| MusicHound Rock: The Essential Album Guide | [ 9 ]       |
| The New Rolling Stone Album Guide          | [ 10 ]      |

《롤링 스톤》은 "《Agents of Fortune》은 블루 오이스터 컬트가 이렇게 시끄럽지만 침착하고, 매니시하지만 자신감 있고, 멜로디하지만 흔드는 것처럼 들릴 것이라고 예상하지 않기 때문에 깜짝 놀랄 정도로 훌륭한 음반이다"라고 썼다.

## 곡 목록
| #  | 제목                                        | 작사·작곡                               | 리드 보컬 | 재생 시간 |
| -- | ------------------------------------------- | --------------------------------------- | --------- | --------- |
| 1. | 〈This Ain't the Summer of Love〉           | 앨버트 부샤드, 머레이 크루그먼, 돈 월러 | 에릭 블룸 | 2:21      |
| 2. | 〈True Confessions〉                        | 앨런 래니어                             | 래니어    | 2:57      |
| 3. | 〈(Don't Fear) The Reaper〉                 | 벅 드하마                               | 드하마    | 5:08      |
| 4. | 〈E.T.I. (Extra Terrestrial Intelligence)〉 | 드하마, 샌디 펄먼                       | 블룸      | 3:43      |
| 5. | 〈The Revenge of Vera Gemini〉              | A. 부샤드, 패티 스미스                  | A. 부샤드 | 3:52      |

| #   | 제목               | 작사·작곡            | 리드 보컬 | 재생 시간 |
| --- | ------------------ | -------------------- | --------- | --------- |
| 6.  | 〈Sinful Love〉    | A. 부샤드, 헬렌 휠스 | A. 부샤드 | 3:29      |
| 7.  | 〈Tattoo Vampire〉 | A. 부샤드, 휠스      | 블룸      | 2:41      |
| 8.  | 〈Morning Final〉  | 조 부샤드            | J. 부샤드 | 4:30      |
| 9.  | 〈Tenderloin〉     | 래니어               | 블룸      | 3:40      |
| 10. | 〈Debbie Denise〉  | A. 부샤드, 스미스    | A. 부샤드 | 4:13      |